# Debalcevei csata
A debalcevei csata a kelet-ukrajnai háború egyik hadművelete volt Ukrajnában 2015. január 16. és február 20. között, melynek során a Donyecki Népköztársaság szeparatistái elfoglalták a Donecki területen a 2014. júliusi kormányzati ellentámadás óta ukrán kézen lévő Debalcevét. A város a Donyecki és a Luganszki Népköztársaságok által körülvett kiszögellésben fekszik, ezen kívül fontos közúti és vasúti csomópont. A szeparatisták és az orosz reguláris alakulatok január 1-én koncentrált támadást indítottak a város ellen, hogy kiszorítsák onnan az ukrán haderőt. A területen egészen február 16-ig heves összecsapások voltak. Az ukránok ekkor döntöttek a terület elhagyása mellett.

## Előzmények
Debalcevét a 2014-es ukrán forradalom után az ország keleti és deli részén kitört zavargások idején az oroszbarát felkelők kezére került. Az ukrán erők 2014. július 28-án sikeresen visszafoglalták a várost és azt 2015. januárig az ellenőrzésük alatt tudták tartani. A minszki jegyzőkönyvben 2014. szeptember 5-én vállalt tűzszünet ellenére a város környékén tovább folytatódtak az atrocitások.

## Események
2015. januárban több ezer fős ukrán haderő ásta be magát a fontos közúti és vasúti csomópontnak számító Debalcevébe, ami a Donyecki és a Luhanszki területek közé ékelődött ukrán város. A legtöbb lakója már elhagyta a várost, a boltok zárva voltak, az iskolák elnéptelenedtek, a házak pedig megrongálódtak. A helyzet 2015. januári eszkalálódásáig csak néha voltak elszórt lövöldözések. Január 17-én azonban erős tűz alá vették a várost, ami 20-ig nem is csillapodott.
Donyeck hadserege 22-én támadta meg az ukránok Debalceve körül kiépített állásait. A heves tüzérségi támadás másnap is folytatódott, az ukrán hadsereg azonban meg tudta őrizni a helyét. Az egyik lövedék egy használaton kívüli iskolába csapódott, erre válaszul az ukránok légvédelmi lövegekkel vették célba a szeparatisták városon kívüli erődítményeit. 24-én a donyeckiek megpróbálták a három oldalról felkelők által körülvett várost megszállni. Egy aznapi hír szerint egy közeli ukrán ellenőrzőpontot foglaltak el sikeresen. Január 25-én egy újabb ellenőrző pont ellen indítottak támadást, de ezt az ukránok meg tudták tartani. 26-án a harcok tovább folytatódtak, és átterjedtek a Debalcevét körülvevő területekre is. Egy helybéli azt nyilatkozta a Reuters tudósítójának, hogy Debalcevét a szeparatista felkelők teljesen körülvették, de az ukrán hadsereg a támadások ellenére is igyekezett megtartani pozícióit.

### A szeparatisták előretörése

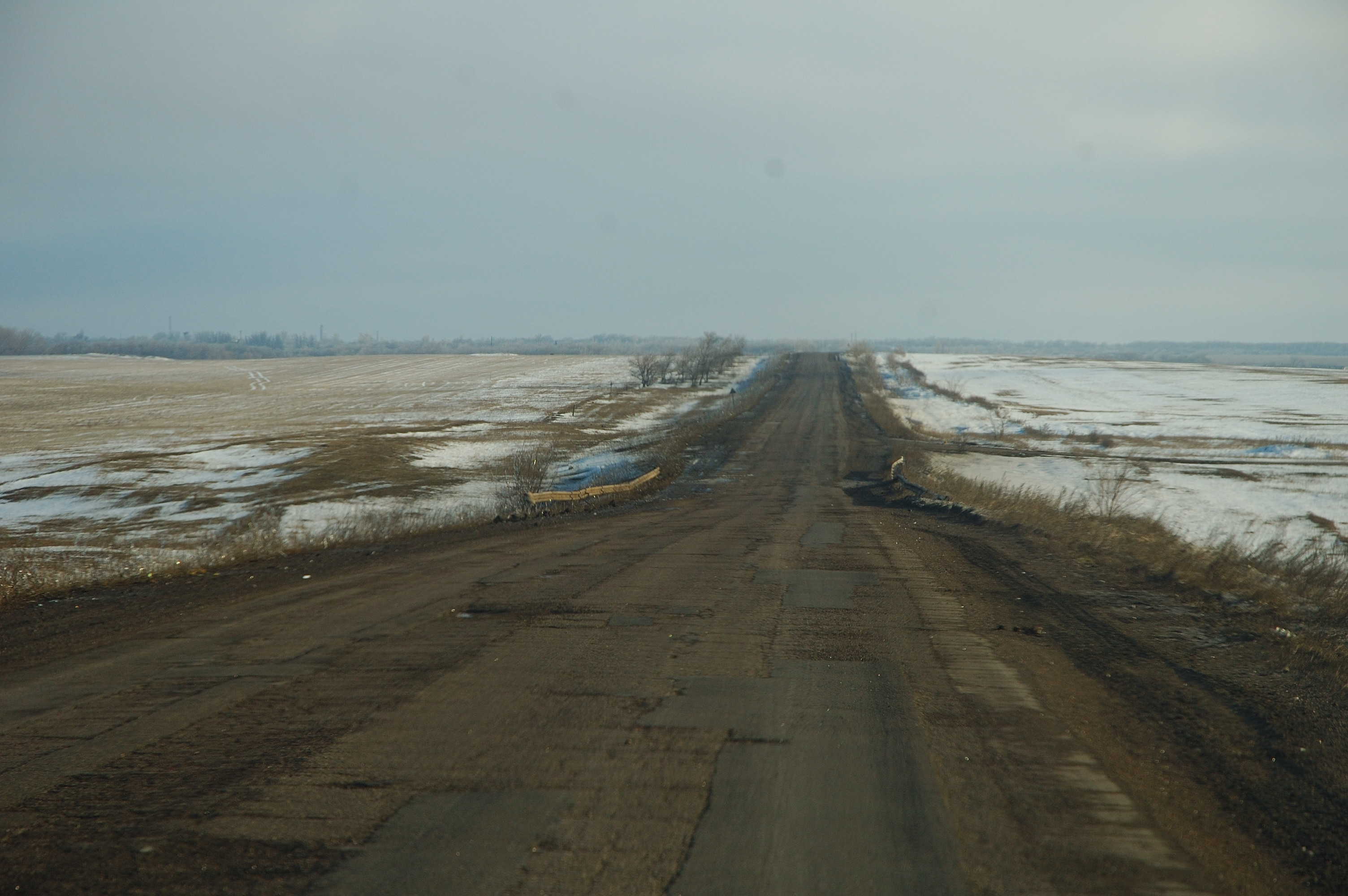
Debalceve az artemivszki főút mellett, nyílt sztyeppékkel körülölelve

Január 27-én a szeparatisták Horlivka irányából próbáltak meg bejutni a városba, de visszaverték ezt a kísérletüket. Másnap a donyecki parancsnok bejelentette, csapatai elfoglalták a városba vezető főutat, és a várost majdnem teljesen bekerítették. Dmitro Timcsuk január 29-én viszont a parlamentben azt mondta, a szeparatisták kénytelen voltak visszafogni támadásaik hevességéből. Szerinte a kormánypárti erők légi támadásai súlyos gondokat okoztak a felkelőknél, így nem tudták elvágni az összeköttetést az ukrán erők és a hátországuk között. A BBC News egyik nyilvánosságra hozott videója arról szól, hogyan fogtak el több oroszbarát felkelőt is. Ennek ellenére a szeparatisták elfoglalták a Debalcevétől az M 04-es országút mellett a Donyecki Népköztársaság ellenőrizte Horlivka irányába 13 km-re fekvő Vuhlehirszket. Áttörtek az ukrán védőzónán, megrohamozták az ellenőrzőpontot, beléptek a városba, és egészen a központig hatoltak. Vuhlehirszkbe ennek hírére ukrán erősítés érkezett. Az Associated Press információi szerint a kisváros elvesztése nagyban megnehezítette Debalceve védelmét. Ezalatt – a kormányzati híradások szerint, a felkelők folyamatos tüzelésének tulajdonítva – megöltek három civilt.
Január 30-án Kujbisevszkij kerületben bombatalálat ért egy buszt és egy humanitárius segélyek szétosztására használt kulturális központot. A BBC szerint az ukrán katonák mellett több civil is csapdába esett a városban, mások az ukrán ellenőrzés alatt álló Artemivszkbe menekültek. Az orosz Vesztyi televízió egyik riportja szerint körülbelül 8000 ukrán katona van Debalcevében, és a szeparatisták közel voltak ahhoz, hogy elzárják a várost az ország többi, ukrán ellenőrzés alatt maradt részétől. A területi ukrán védelmi ezred parancsnoka, Szemen Szemencsenko szerint több ukrán katona még annak ellenére is kitart Vuhlehirszkben, hogy az majdnem teljesen donyecki ellenőrzés alatt áll. Az Ukrán Nemzetbiztonsági és Védelmi Tanács (RNBOU) szóvivője, Andrij Liszenko azt nyilatkozta, megérkezett Vuhlehirszkbe az ukrán erősítés, így tartani tudják a frontvonalat. A nap további részében majdnem elvágták az ukrán utánpótlási vonalakat, mert egy Grad rakéta becsapódása miatt majdnem lehetetlenné vált a katonai szállító járműveknek a közlekedés az Artemivszket Debalcevével összekötő észak–déli autópályán. Legalább hét civil halt meg, mikor egy Grad rakéta lakótömbbe csapódott. A város többi lakosa az egyre élesedő összetűzés miatt minél előbb el akarta hagyni a várost. Három busszal szállították a menekülőket a konfliktus övezetből Artemivszkbe.

### Az ukrán erők bekerítése

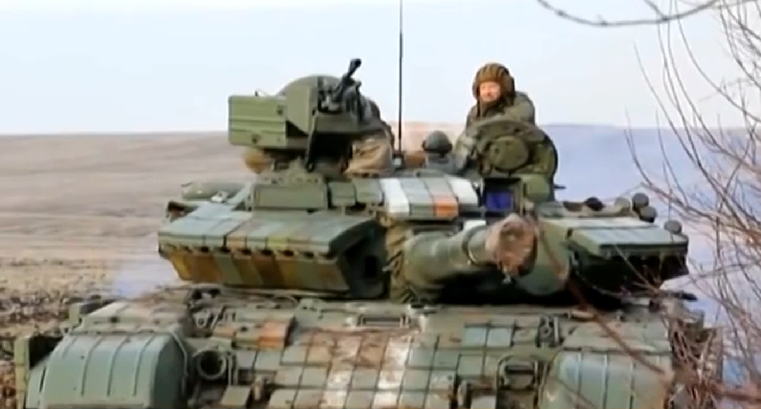
Ukrán T–64BV harckocsi Delbaceve környékén

Január 31-én a donyeckiek tovább lőtték a várost. Ezalatt további 12 civil vesztette életét. A másik oldalon az ukránok légvédelme lőtte a Vuhlehriszkbe tartó donyecki utánpótlási egységeket. Sikertelenül végződött az a szárazföldi támadás, mellyel el akarták vágni a támadók városi hozzáférését. A harcban a Donyecki zászlóalj három tagja meghalt, a zászlóalj parancsnoka, Szemen Szemencsenko pedig megsebesült. Folytatódott a civil lakosság evakuálása. Ekkor már legalább tíz napja nem volt a városban ivóvíz, elektromosság és gáz sem. Arszenyij Petrovics Jacenyuk ukrán miniszterelnök szerint január 31-ig legalább 1000 embert kellett Debalcevéből evakuálni. Sztepan Poltorak Ukrajna védelmi minisztere megerősítette, hogy Debalceve részben Donyeck ellenőrzése alatt áll.
Február első napján sokat romlott Debalcevében a helyzet. A Kyiv Post értesülése szerint mivel a Donyecki Népköztársaság erői behatoltak a külvárosokba az Ukrán Nemzeti Gárda visszavonulásra kényszerült. Február 2-án tovább romlott Debalcevében a helyzet. A The New York Times jelentése szerint előfordult, hogy a szeparatisták akármelyik pillanatban könnyen támadhatták az artemivszki autópályát. Az út szinte átjárhatatlanná vált, számos, menekülteket szállító autóbuszt lelőttek. A terület bezártságára gyakran úgy hivatkoztak, hogy ez egy katlan. Ezt használva Alekszandr Zaharcsenko, Donyeck vezetője azt mondta, bárki aki el akarja hagyni a katlant, „a mi tüzérségünk tűzterében találja magát.” Az ütköző zónában dolgozó egyik segítő azt mondta, február 2-ig 8000 ott lakó hagyta el Debalceve környékét. Egy másik dolgozó szerint az oroszbarát erők válogatás nélkül lövik a városból menekülőket szállító buszokat. Az Amnesty International egyik megfigyelője szerint katasztrofális a Debalcevében uralkodó humanitárius helyzet. A Fegyveres Erők a Debalcevében állomásozó alakulatok kisegítésére nagyobb erősítést küldött Kramatorszkból az ostromolt városba. Az erősítésben voltak tankok, csapatszállítók is.
Február 3-ra az ukránok és a szeparatisták egy napos fegyverszünetet kötöttek. A tűzszünet hivatalos indoka az volt, hogy hagyjanak időt a városból elmenekülőknek. A béke kelet-európai idő szerint 13:00-ig tartott, mikor Grad rakétákat lőttek ki Debalcevére. Ez a szeparatisták kísérlete lehetett arra, hogy teljesen eltüntessék a város még megmaradt részét. Az összecsapás másnap is folytatódott. Egy Artemviszkbe utazó itt lakó azt mondta, a városból "semi sem maradt". Február 4-én a donyecikek elfoglalták Vuhlehirszket, ezzel hatékonyabban tudták támadni az artemivszki országútat és Debalcevét is. Február 6-án Ukrajna és Donyeck egy humanitárius folyosó létrehozásában állapodtak meg, ami egy újabb kísérlet volt a tűzzónába maradtak szabad menekülésének biztosítására. Ezt több százan ki tudták használni. Február 7-én ismét fellángoltak a harcok. Donyeck nyilatkozata szerint Lohvinove február 9-i elfoglalásával Debalcevét teljesen körbe kerítették, így „a katlan bezárult”. A kérdéses időben csak négy ukrán katona állomásozott a faluban, így a felkelőknek könnyű dolguk volt. A kormány katonái szerint az artemviski országúton még mindig folynak a harcok, és a katlan még nem teljesen zárult be. A szeparatisták február 10-én reggel szerezték meg a főútvonal fölötti teljes ellenőrzést, és csak ekkor vágták el az ukrán utánpótlási vonalakat. Készültek olyan videófelvételek, melyeken Donyeck harckocsii és tankjai vonulnak az útvonalon. Az úton egy robbanásban a lvivi rendőrkapitány is megsebesült. Február 11-én az ukránok egy heves légitámadásban nagy veszteségeket szenvedtek. 24 óra alatt 19 katona meghalt és 78 megsebesült. Halálos áldozatokat a Debalceve közelében álló Hosztra mohila kurgán mellett szedett az összetűzés. Végezetül, a donyecki erők megrohamozták a debalcevei rendőrség épületét, és megölték a város rendőrfőnökét.

### A második minszki megállapodás után
A 2015. február 12-én kötött új tűzszüneti megállapodás ellenére a város környékén az összecsapások még inkább elmérgesedtek. A szeparatisták még a tűzszünet február 15. kelet-európai idő szerinti 0:00-s életbe lépése előtt megkísérelték kiűzni a kormány katonáit a városból. Jelentések szerint heves bombázás sújtotta a várost, és az Artemviszkbe vezető autópályát is bombázás alá vetették. A kormány megpróbálta Lohvinovét visszaszerezni, de itt a szeparatisták golyózáporával kellett volna megküzdeniük. Az egyik ukrán katona szerint a faluban rosszabb volt a helyzet, mint a donyecki és a luhanszki reptereken. A harcban legalább 96 ukrán katona megsebesült. A halottak száma bizonytalan, mert még azelőtt el kellett hagyniuk a harcszínteret, hogy bajtársaik maradványait el tudták volna szállítani. Február 14-én a donyecki katonák még mindig az ukránok eltüntetésén fáradoztak, ekkor az Artemivszkbe vezető autópályán fokozódott az összetűzés hevessége. Vjacseszlav Abroszkin, a Donecki terület rendőrparancsnoka azt mondta, az intenzív tüzérségi tűz "Debalcevét teljesen lerombolta." Jen Psaki, az USA külügyi szóvivője szerint Az Oroszországi Föderáció Fegyveres Erői Debalceve környékén számos légvédelmi és rakétakilövő rendszert telepítettek, és a város bombázásáért az oroszok a felelősek. A The New York Times egyik riportja szerint az artemivszki autópálya február 12-re teljesen használhatatlanná vált, azóta senki sem közlekedik rajta. Hozzáteszik, hogy az utat elaknásították. Petro Porosenko ukrán elnök és a szeparatisták vezetői is kiadták a saját erőiknek parancsba, hogy kísérjék figyelemmel a tűzszünet február 15-i életbelépésétől annak folyamatos betartását. Bár a háborús zóna nagy részén elcsitultak a harcok, Debalceve városában továbbra is fegyverropogást lehetett hallani. Alekszandr Zaharcsenko szerint Minszk II nem vonatkozik Debalcevére, mert az abban nem kerül nevesítésre. Egy Debalcevétől északra, Luhanszke falu ellenőrző pontjánál állomásozó ukrán katona azt mondta, ott "nem volt tűzszünet". Február 14-én lőtték az ukrán állásokat, valamint keletről és nyugatról több különálló csapat is támadta a várost, és megsemmisítették az ukránok hadi állásait Csornuhine faluban. Mindezek ellenére a helyzet sokat javult a tűzszünetet megelőzőhöz képest. A szeparatisták irányította hatóságok azonban Debalcevébe nem engedték be EBESZ biztonsági megfigyelőit.
Február 15-én fokozódott a város ostromának hevessége, ekkor már „megállás nélkül” hullottak a lövedékek. A szeparatisták reggel szétbombázták a helyi rendőrség épületét. Jurij Szinykovszkij, a Krivbaszi zászlóalj helyettes vezetője azt nyilatkozta, a Debalcevében lévő ukrán katonák részben vagy teljesen körbe vannak kerítve, és nem tudnak közvetlenül kapcsolatba lépni az országos vezetéssel. A katonákat a fagypont alatti hőmérséklet, az élelmiszer és a lőszer hiánya is megviselte. Szinykovszkij azt mondta, lehet, katonai bíróság elé állítják, hogy ilyen információkat megoszt, de ő csak meg akarta menteni a Debalcevébe vezényeltek életét. Szerinte ha ezzel megmenthetik az életüket, a hadseregnek vissza kellene vonulnia vagy meg kellene magát adnia. Eduard Basurin donyecki parancsnok azt mondta, szabadon hagy egy folyosót, ahol az ukrán katonák letehetik a fegyvert, és szabadon távozhatnak Debalcevéből. A fegyveres erők szóvívője, Vlagyiszlav Szeleznyov szerint ez elfogadhatatlan, és a minszki megállapodás szerint Debalceve ukrán terület maradt. A Reuters szerint Debalcevében a tűzszünet halva született ötlet volt. A Donbaszi zászlóalj egyik tagja szerint az ukránok helyzete jellegében az ilovajszki katlanra hasonlít, csak annál sokkal kiterjedtebb. Február 17-én a szeparatisták behatoltak Debalcevébe. Először dördültek el lövések a belváros utcáin. A szeparatisták vezetői arról számoltak be, hogy elfoglalták a város vasútállomását és keleti külvárosait. Ezt Ukrajna cáfolta, azt mondták, az egész városban folynak a harcok. Erre a szeparatisták úgy válaszoltak, hogy a város nagy részét elfoglalták, és végül „lemossák majd a színről” az ellenséget. Nyilatkozataik szerint legalább 300 ukrán hadifoglyot ejtettek. A Honvédelmi Minisztérium jelentése megerősítette, hogy a város egy része „banditák” kezén van és hogy több katona is fogságba került. A Debalcevétől nyugatra, Komunában állomásozó ukrán katonák szerint már csak 12 órán át tudják tartani az állásaikat. Utána a szeparatisták lerohanják és megölik őket. ugyanakkor az ukrán hadsereg donyecki és luhanszki tevékenységekért felelős vezetője arról nyilatkozott, hogy visszaszerezték Luhanszk és az artemivszki autópálya ellenőrzését.

### Ukrán visszavonulás
Február 18-án Ukrajna elkezdte kivonni Debalcevéből a csapatait. A kivonulás előtt nagyjából 6000 ukrán katona volt a városban. Az akciót titokban már napok óta tervezték. A The New York Times értesülései szerint az ukrán hadvezetés több napig gondolkodott, merre tudná kivonni a hadsereget, mivel az artemivszki út használhatatlan volt. Debalcevében a helyzet az ott állomásozó ukrán csapatok számára tarthatatlanná vált. Egy ottani katona szerint ha a hadsereg nem adja fel, akkor vagy fogságba estek, vagy meghaltak volna. Hogy megtalálják a tökéletes útvonalat, mentőautókat küldtek „a földművesek földjeire és a rejtett utakra”. Így akartak arról megbizonyosodni, hogy nem figyelnek fel rájuk a szeparatisták. A kivonási tervet azután élesítették, hogy megtalálták a várostól északra fekvő Luhanszke falun átvezető utat. A csapatok kelet-európai idő szerint 01:00 órakor felsorakoztak a város keleti végében. Meghagyták nekik, hogy 10 percen belül kell összecsomagolniuk, és be kell szállniuk az ott várakozó teherautókba. A nehézfegyverzetet hátra hagyták, a lőszereket azonban – nehogy az ellenség kezére kerüljenek – megsemmisítették. Miután nagyjából 2000 katona beszállt, tankokkal és csapatszállítókkal hagyták el a várost. A lámpákat nem kapcsolták be, nehogy felhívják magukra az ellenség figyelmét. Az előkészületek ellenére gyorsan rajta csaptak a konvojon. Az autók leálltak, és minden oldalról lőtték őket. Az egyik katona szerint tankokkal, rakétákkal és aknákkal lőtték őket, amire a csapat felbomlott. Több alakulatnak el kellett hagynia a járművét, és gyalog kellett folytatni az útjukat. A halottakat és a sebesülteket otthagyták, evakuálásuk lehetetlen volt. A kivonást megnehezítette, hogy a kormány nem ellenőrizte ekkor már Lohvinovét, ahogy ezt egy nappal korábban még tervezték. A Donbaszi zászlóalj parancsnoka, Szemen Semencsenko azt mondta: "Minden, Lohvinovéről szóló tündérmeséről kiderült, hogy az csak mese." A Debalcevét elhagyó katonák még aznap megérkeztek Luhanszkébe. A The New York Times szerint az ukrán hadsereg „mind emberi, mind felszerelés terén” nagy veszteségeket könyvelt el. Debalceve helyi idő szerint 15 órára elcsitult. Novorosszija zászlaját az egyik elfoglalt katonai bázis központjára tűzték ki. A szeparatisták szóvivője szerint több száz ukrán hadifoglyuk van.
Petro Porosenko szerint „a kivonulás tervezett és szervezett akció volt, melynek terv szerinti lebonyolításával bebizonyíthatták, hogy Debalceve ukrán ellenőrzés alatt áll, és nem volt bekerítve”. A bevetésben érintett katonák azonban nem értettek egyet az elnök szavaival. Néhányan azt mondták, "azt a parancsot kaptuk, hogy maradjunk", és hogy „hagytak minket a helyszínen meghalni”. Szerintük a kormány és a média „hazudott” a debalcevei helyzetről, és valójában az ukrán hadsereget már több mint egy hete körül zárták. Jurij Preharja főhadnagy, az ilovajszki csata egyik túlélője szerint Viktor Muzsenko elkövette ugyanazt a hibát, mint régebben, nevezetesen utánpótlás nélkül elengedte az ukrán hadsereget. Szerinte „A parancsnoknak azt kellett volna utasításba adnia, hogy törjék át a védvonalat, és amint világossá válik, hogy be fogják őket keríteni, azonnal hagyják el a helyszínt.” Szemencsenko parancsnok hasonlóképpen nyilatkozott: „A baj a vezetéssel és a koordinálatlansággal volt. … Amit most látunk az nem más, mint a hadsereg szakszerűtlen vezetése, amit propagandával próbálnak meg elleplezni.” Porosenko azt válaszolta, hogy a területről 2500 katonát vontak ki, az ott állomásozó erők 80%-át. A hivatalos jelentsek szerint a kivonulás alatt 13 katona halt meg és 157 sebesült meg. Az előzőekhez hasonlóan a terepen lévő katonák ezeket a számokat is kétségbe vonták. Szerintük ezek nagyon elnagyoltak, és a halottak száma „bőven több százra tehető”. Két héttel később hozták I a kivonuláshoz kapcsolódó hivatalos veszteséglistát. Eszerint 19 ember meghalt, 12 eltűnt, 9 fogságba esett és 135 megsebesült. Gyenyisz Pusilin, a szeparatisták vezetője arról nyilatkozott, hogy a teljes csata alatt mintegy 3000 ukrán katonát öltek meg. Másik oldalról az ukrán kormány viszont összesen 182 meghalt katonáról adott hírt. Rajtuk kívül szerintük 112 ember került fogságba, és 81 tűnt el. A szeparatisták vezetői hozzátették, hogy jelentős mennyiségű, a visszavonuláskor otthagyott nehézfegyverzetet zsákmányoltak.
Február 19-én néhány ukrán katona csapdába esett Debalcevében, de a megmenekültek azt mondták, megfeledkeztek bajtársaik kimentéséről. A szeparatisták február 20-án számolták fel az utolsó ellenállási pontokat is, mikor elfoglalták Csornuhine, Nyikisine, Miusz falvakat és Ridkodub bányásztelepet. Az Egyesült Nemzetek Szervezetének Humanitárius Ügyek Koordinációs Hivatalának február 27-I jelentése szerint a donyecki hatóságok a városközpontban több házban összesen 500 holttestet találtak. A harcokban majdnem az összes ház nagymértékben megrongálódott vagy összedőlt.

## Galéria

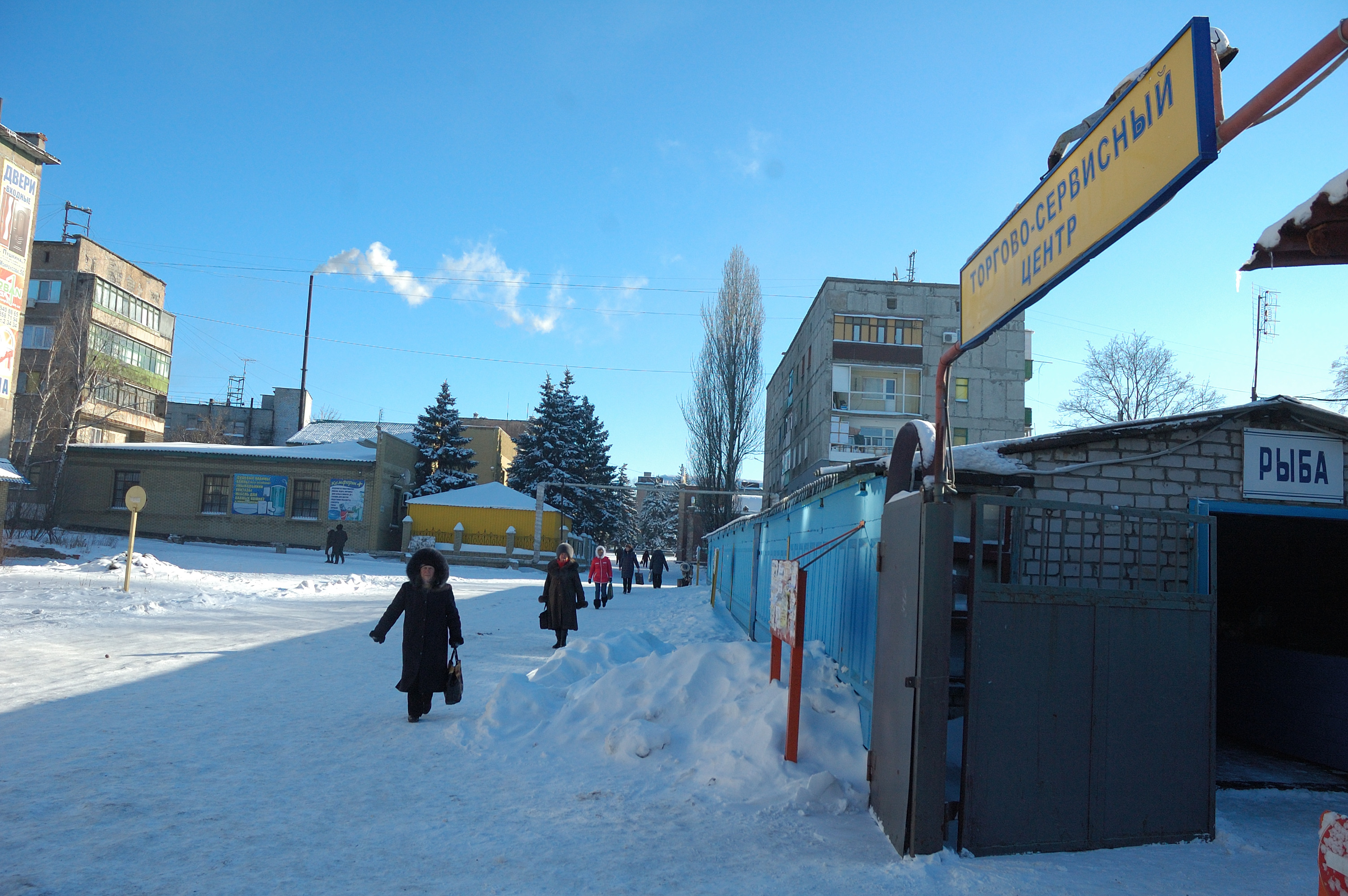
Debalcevei lakosok 2014. januárban, a harcok kitörése előtt
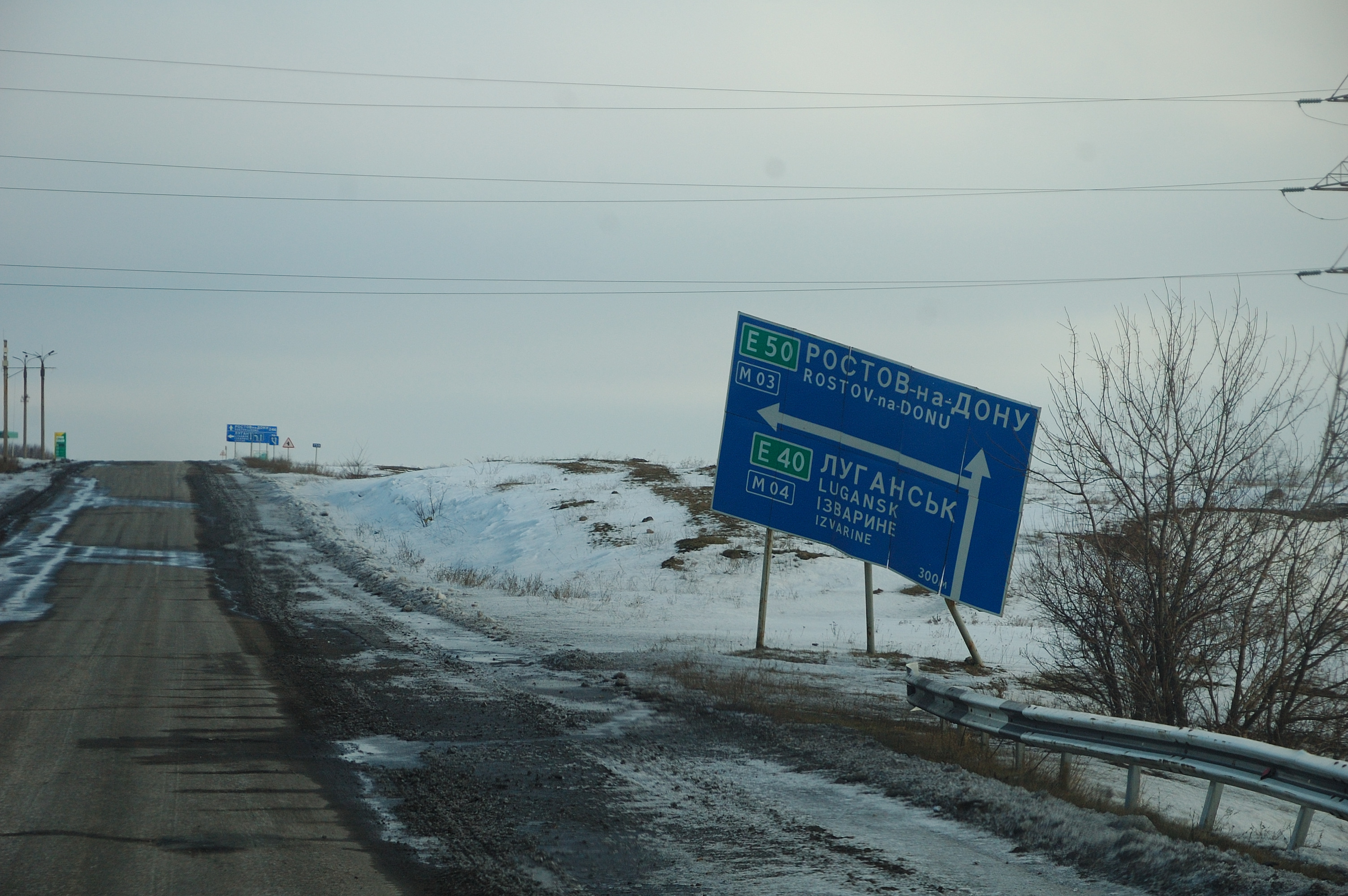
Egy, a fontos utak kereszteződését jelölő tábla Debalcevében. Az M 04 főút köti össze Izvarine határátkelőt, Luhanszkot és az oroszországi Donyecket.
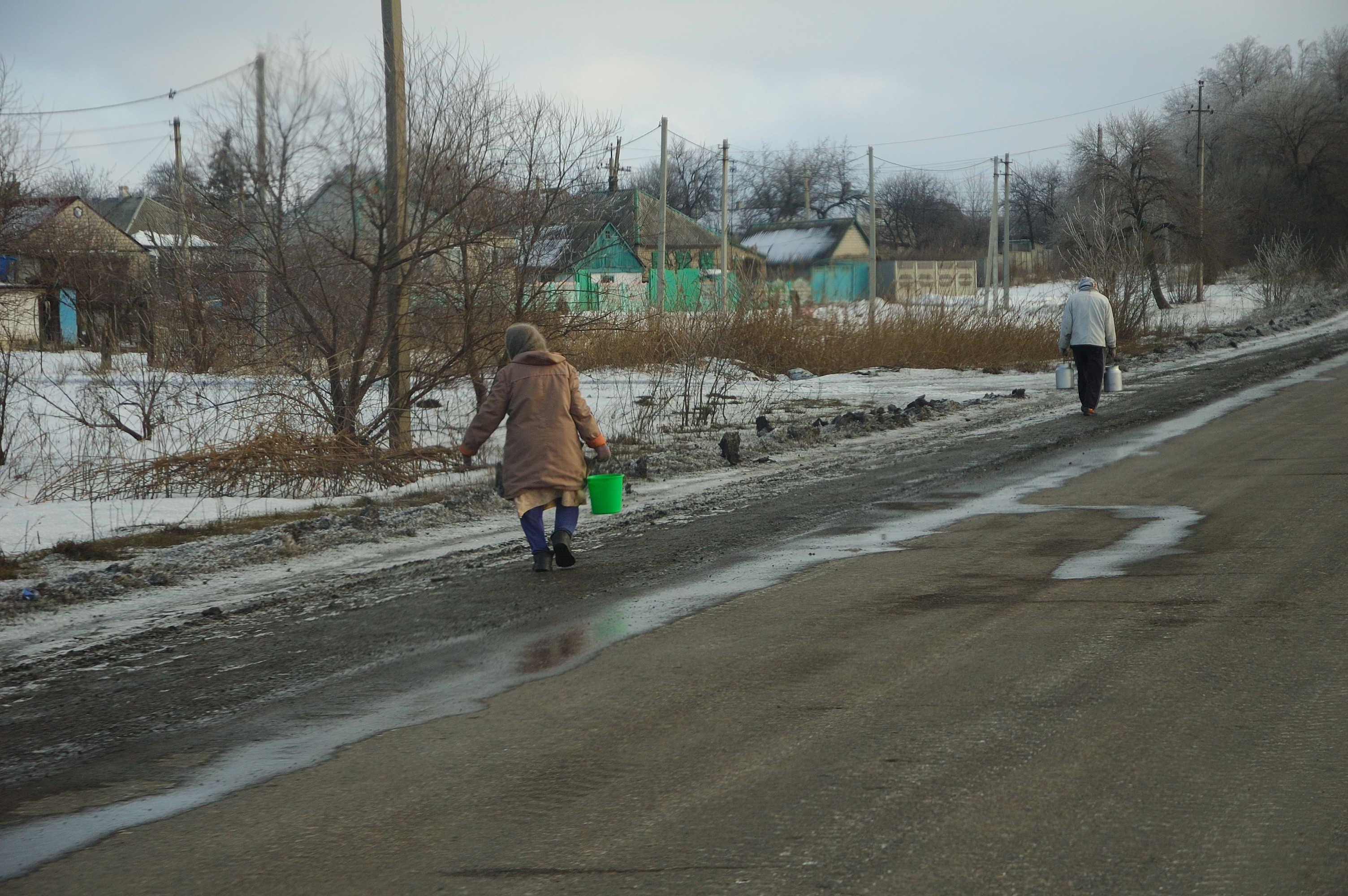
Vizet hordó helybeliek a csaták 2015. januári kitörése után
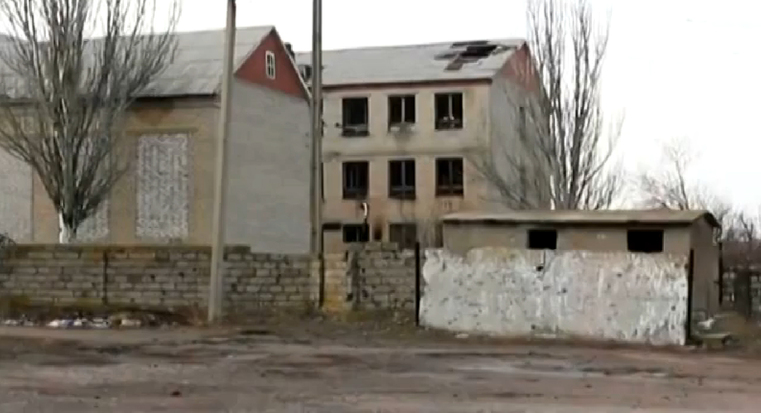
Debalceve február 5-én
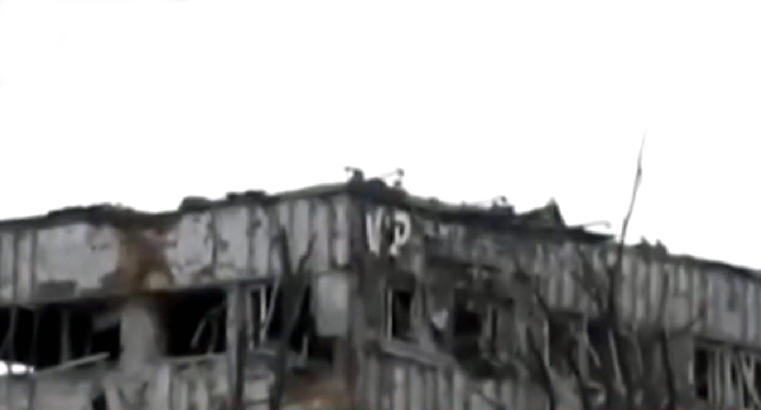
Egy lerombolt épület Debalcevében